# Promachus fulviventris
Promachus fulviventris là một loài ruồi trong họ Asilidae. Promachus fulviventris được Becker miêu tả năm 1925. Loài này phân bố ở miền Ấn Độ - Mã Lai.